# Sint-Bernardusabdij (Hemiksem)

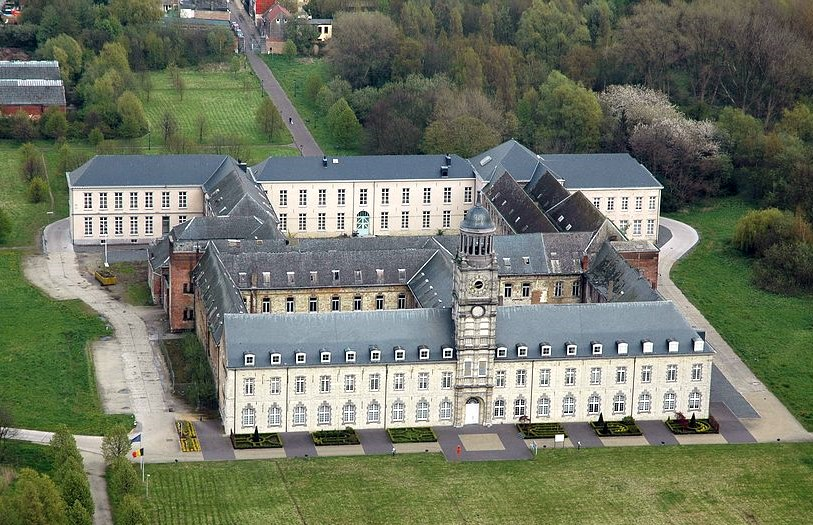
Luchtfoto met links de plaats waar de kerk stond

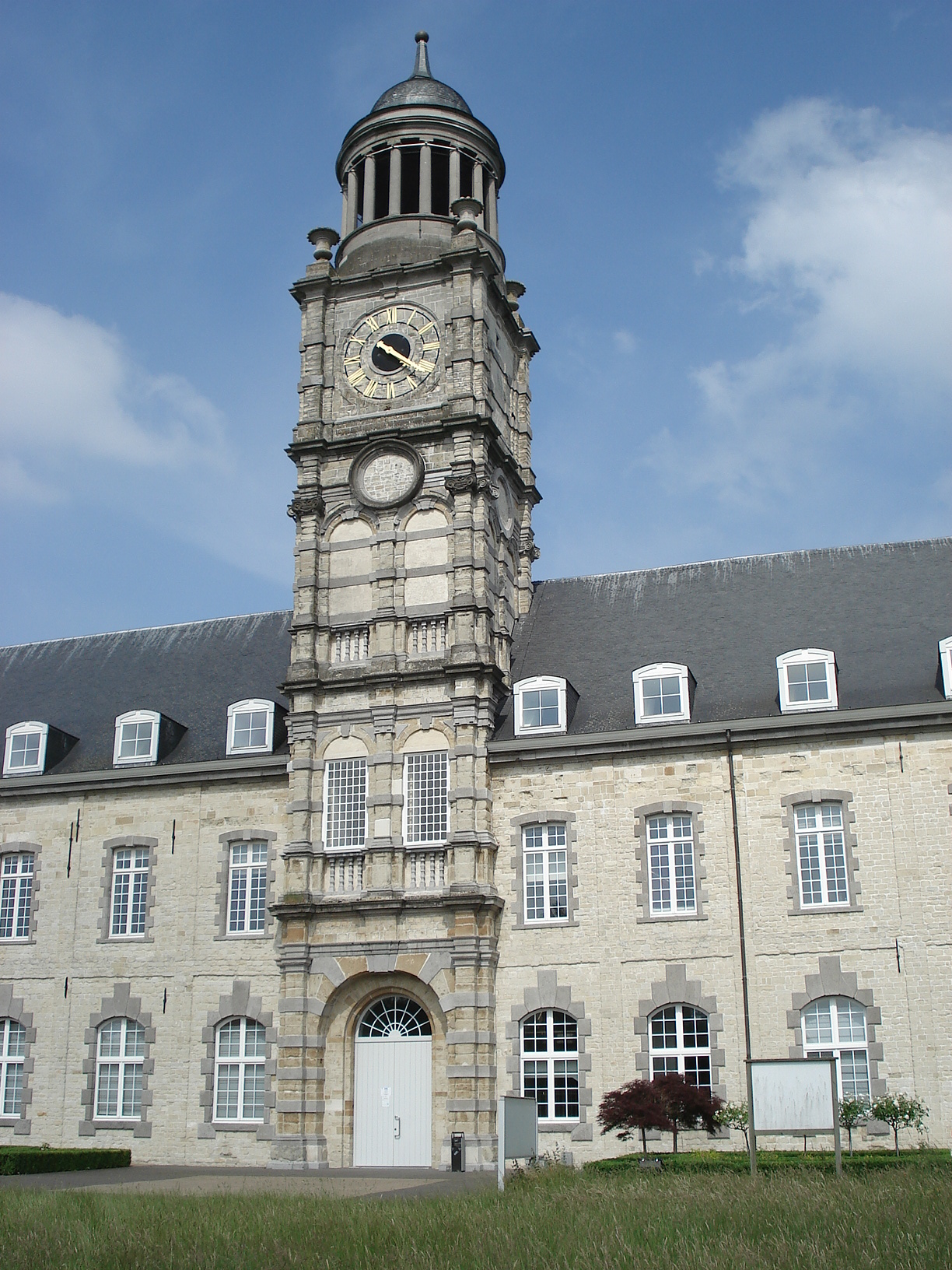
De toren in de westgevel

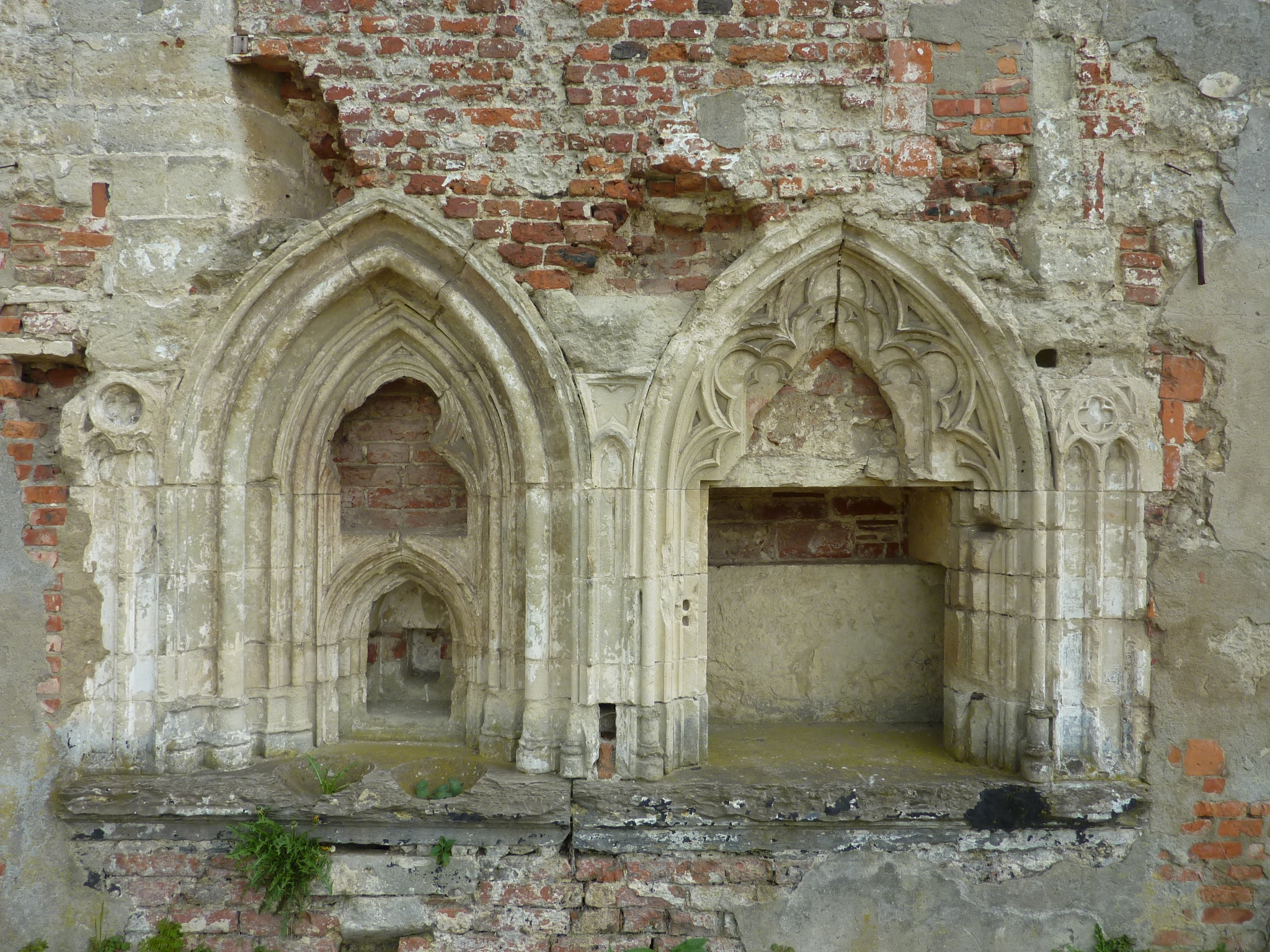
Abdijkerk, restanten

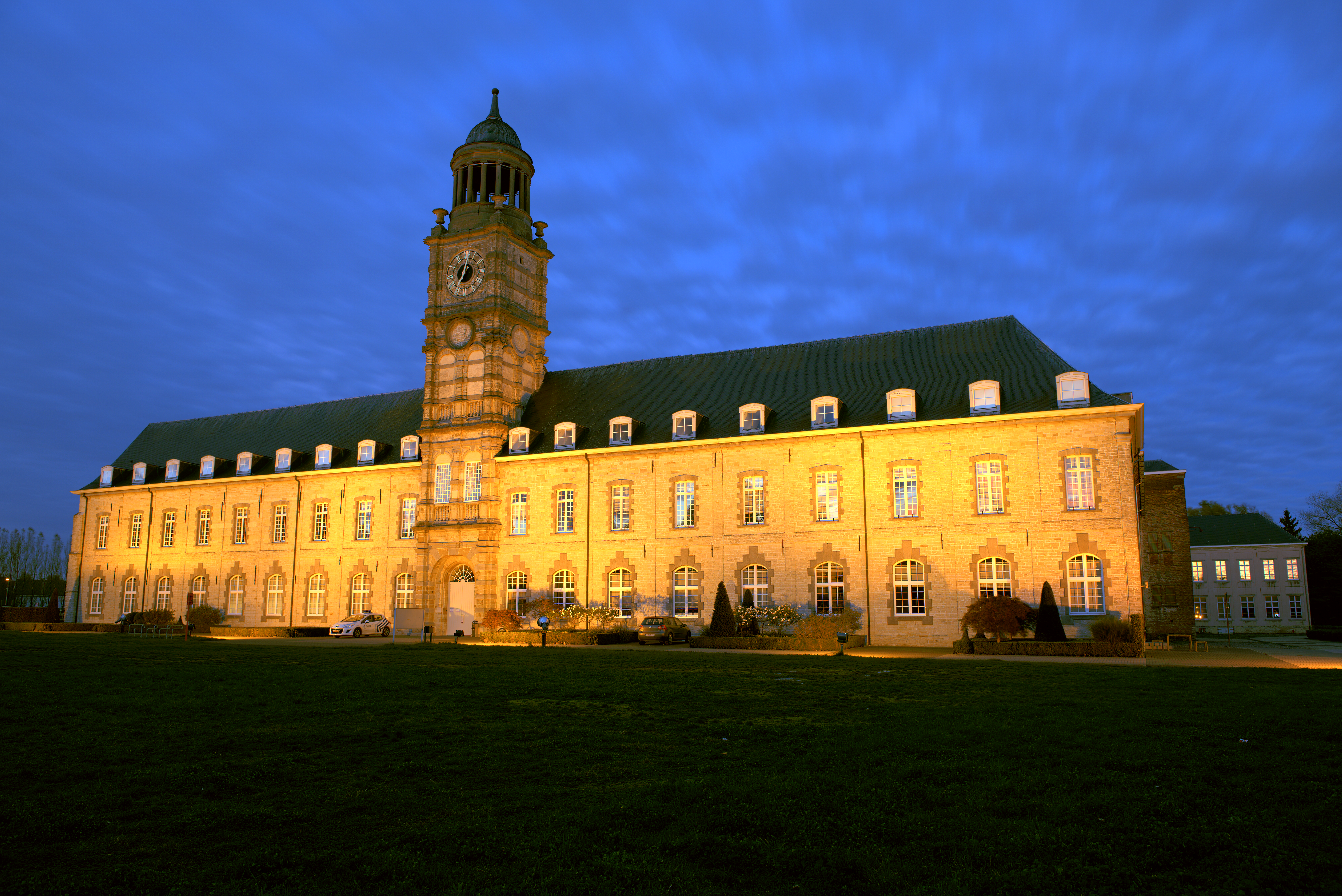
Sint-Bernardusabdij tijdens het blauwe uur

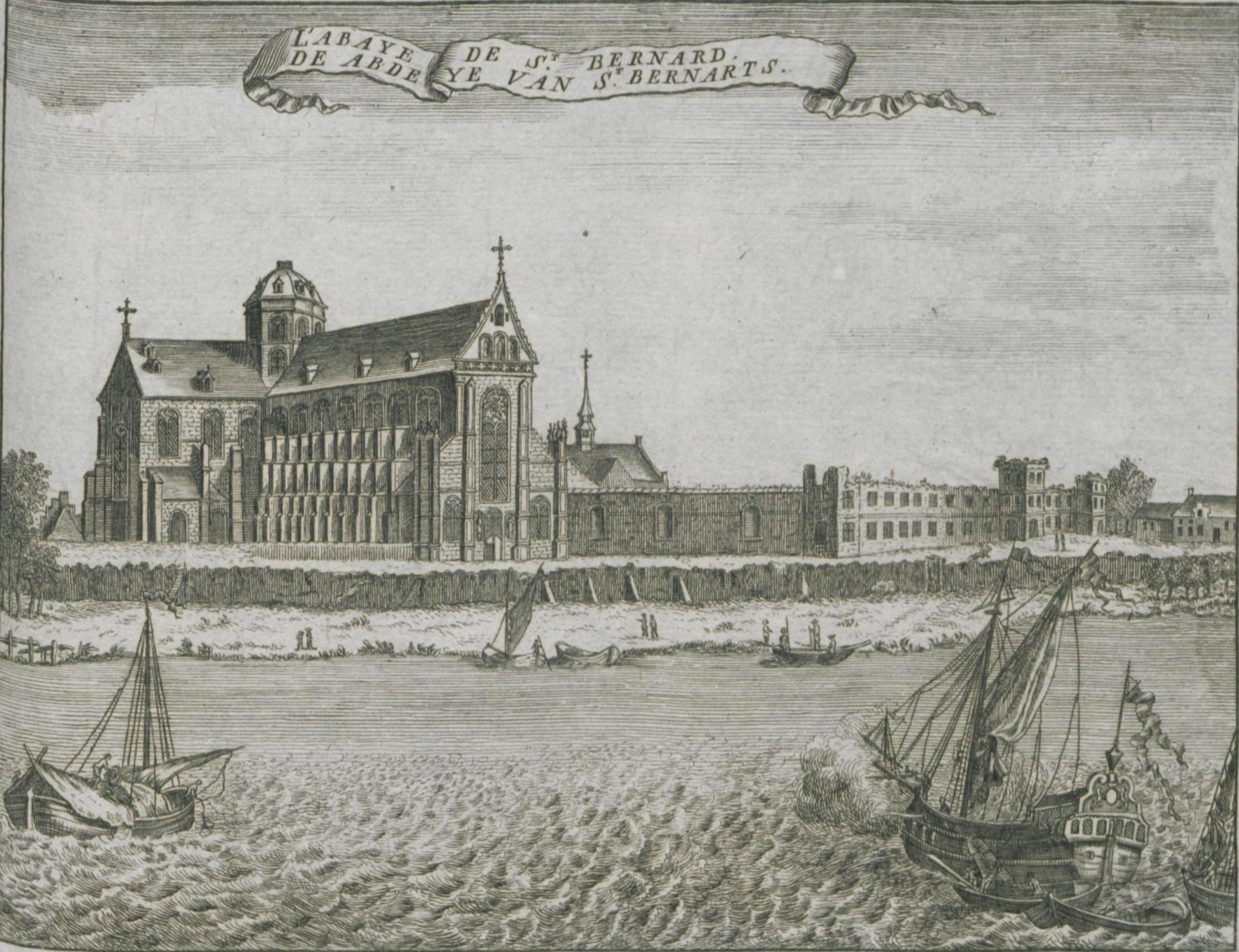
De Sint-Bernardusabdij in Hemiksem, gravure van Harrewijn uit Les Délices des Pays-Bas (1786)

De Sint-Bernardusabdij van Hemiksem (provincie Antwerpen) is een voormalige cisterciënzerabdij, gesticht in 1243, die opgeheven werd tijdens de Franse Revolutie. De abdijheren waren sinds 1243 heer van de heerlijkheid Hemiksem. De gebouwen zijn nu eigendom van de gemeente Hemiksem.

## Geschiedenis
De abdij is genoemd naar Bernardus van Clairvaux. De stichting van de abdij, eerst in Vremde (1236) en daarna verhuisd naar Hemiksem (1243), werd mede mogelijk gemaakt door de steun van de hertogen Hendrik I en zijn zoon Hendrik II van Brabant. De abdij werd door paus Urbanus IV bevestigd. Er wordt aangenomen dat de monniken van de abdij nauw betrokken waren bij de ontginning van klei in de Rupelstreek, en dus bij het maken van baksteen. De benaming paepsteen verwijst nog naar de religieuze invloed. Het einde van de 16e eeuw was een woelige periode voor de katholieke clerus in de regio, zodat in 1578 de abdij tijdelijk verlaten werd onder druk van de beeldenstorm. In 1672 brandde de abdij grotendeels af. De huidige gebouwen dateren dan ook uit de 17e en 18e eeuw. 
De abdij bezat de heerlijke rechten in onder meer Hemiksem, Puurs, Westmalle en Zoersel. De abdijheren bedienden onder meer parochies (Patronaatsrecht) in Oudenbosch, Wouw, Gastel, Hoeven, Kapellen en Loenhout. De abdij bezat belangrijke refugiehuizen in Antwerpen, Lier en Brussel. De abt van de abdij zetelde bovendien in de Staten van Brabant.
De Franse Revolutie hief de orde op, en de kerk van de abdij werd afgebroken. In 1836 kochten de overgebleven religieuzen dan de Sint-Bernardusabdij in Bornem, en verlieten Hemiksem definitief. In 2017 verlieten de monniken ook de abdij van Bornem.

### Lotgevallen na de Franse Revolutie
Het gebouw werd vanaf 1811 gebruikt als maritiem hospitaal. In 1821 verbouwde de Antwerpse architect Pierre Bruno Bourla de abdij tot een correctionele gevangenis met grote slaapzalen. Er verbleven 1554 mannen, 457 vrouwen en vele kinderen. Vanaf 1867, toen slaapzalen uit de mode waren en werden vervangen door aparte cellen, werd het complex gebruikt als militair depot. Vlak na de Tweede Wereldoorlog werd het gebruikt als interneringskamp voor collaborateurs. Van 1948 tot 1977 werd het opnieuw door het leger gebruikt. Vanaf 1977 volgde een lange periode van leegstand en verval.
Sinds 1973 is het gebouw beschermd. Het werd door de gemeente aangekocht in 1988. De meeste militaire bijgebouwen werden afgebroken en de Vlaamse Gemeenschap richtte een park in op het domein rond de abdij. De west- en oostvleugel van het gebouwencomplex werden midden jaren '90 gerestaureerd.

### Huidige bestemmingen
- Het administratief centrum van de gemeente Hemiksem in de westvleugel
- Serviceflats in de oostvleugel
- Heemkundig museum "Omtrent den Hover" en lokalen van heemkundige kring "Heymissen vzw" in de noordvleugel
- Gilliot & Roelants Tegelmuseum in de lange middelvleugel
- Oefenlokalen van de Sint-Sebastiaansgilde van Hemiksem
- Een zomerbar in een deel van de vroegere abtswoning in de zuidvleugel

Op de evenementenweide naast de abdij vond van 2004 tot 2013 jaarlijks in augustus het gratis vierdaagse festival Casa Blanca plaats.

## Abten

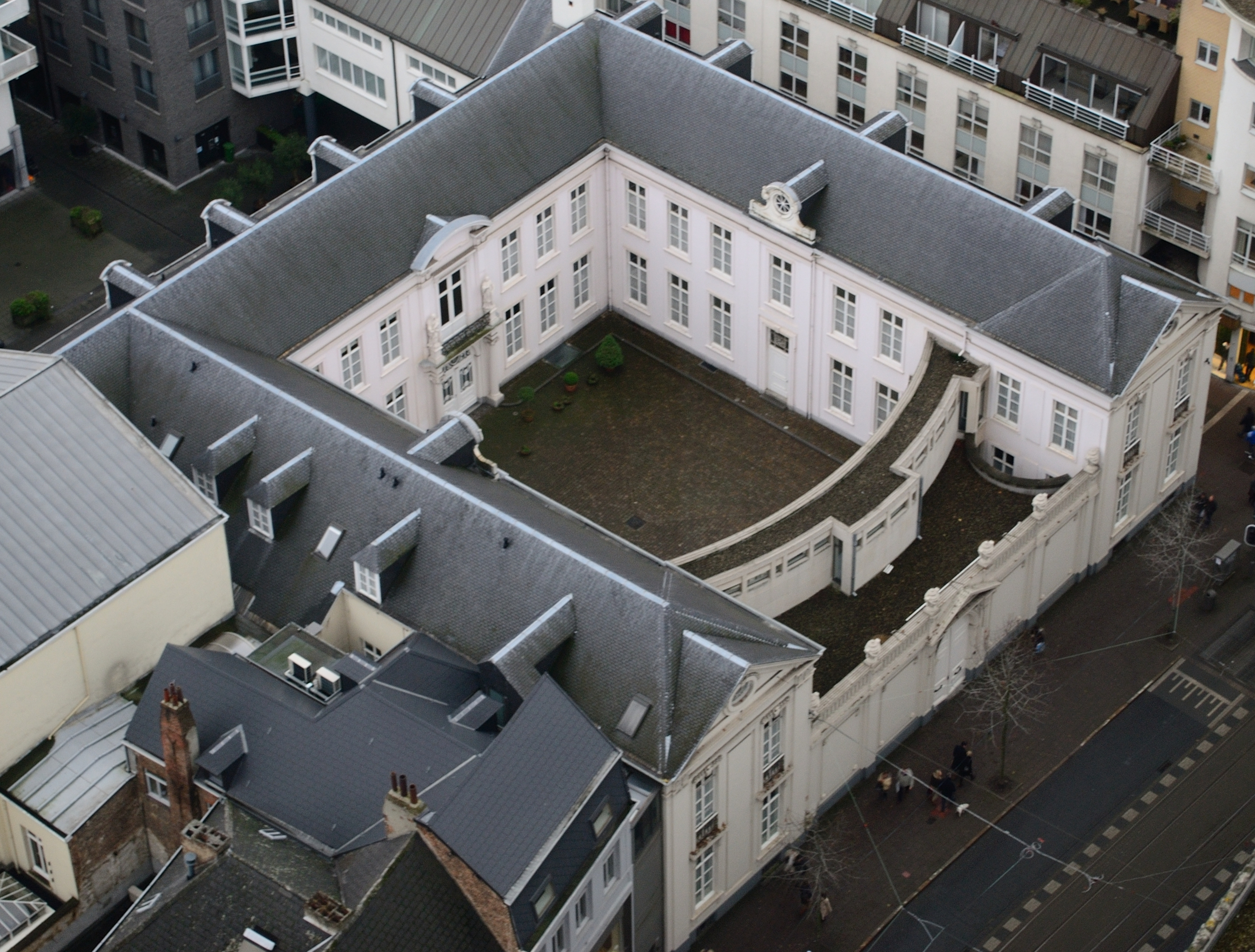
De bisschop van Antwerpen was enige tijd titulair abt van de abdij. Het huidige bisschoppelijk paleis aan de Schoenmarkt in Antwerpen was een refugiehuis van de abdij.

De abten van de Sint-Bernardusabdij (Vremde-Hemiksem-Bornem)
| #  | Naam                                   | Ambtsperiode       | Opmerking |
| -- | -------------------------------------- | ------------------ | --- |
| 1  | Hugo 'E Villariosomissus' van Bierbeke | 1237-1243          | Abt in Vremde |
| 2  | Gosuinus Dreyman                       | 1243-1251          | Eerste abt te Hemiksem |
| 3  | Balduinus van Gistel                   | 1252-1257          | |
| 4  | Guilelmus van Uytenkerke               | 1257-1261          | |
| 5  | Arnulphus van Ghestele                 | 1261-1266          | |
| 6  | Guilelmus van Diepenbeke               | 1266-1272          | |
| 7  | Henricus van Melbreuck                 | 1272-1279          | |
| 8  | Jacobus van Waelhem                    | 1296-1305          | |
| 9  | Raduardus van Mechelen                 | 1305-1308          | |
| 10 | Henricus van Pulle                     | 1308-1311          | |
| 11 | Johannes van Malre                     | 1311-1315          | |
| 12 | Johannes van Steenberghe               | 1315               | |
| 13 | Henricus Banaert                       | 1315-1341          | |
| 14 | Gosuinus Dreyman                       | 1341-1356          | |
| 15 | Guilelmus van Mortere                  | 1356-1364          | |
| 16 | Johannes van Wesele                    | 1364-1378          | |
| 17 | Petrus Boute                           | 1379               | |
| 18 | Jordanus van Aarschot                  | 1378-1390          | |
| 19 | Johannes van Turnhout                  | 1390-1397          | |
| 20 | Petrus van Santvliet                   | 1397-1423          | |
| 21 | Petrus van Gorchem                     | 1423-1431          | |
| 22 | Petrus van Breda                       | 1431-1453          | |
| 23 | Gerardus van der Donck                 | 1453-1468          | |
| 24 | Martinus Blijleven                     | 1468-1498          | |
| 25 | Romuldus van Eppeghem                  | 1498-1504          | |
| 26 | Johannes de Gross                      | 1504-1505          | |
| 27 | Petrus Cops                            | 1505-1518          | |
| 28 | Marcus Cruyt                           | 1519-1536          | Vicaris-generaal |
| 29 | Jacobus van der Meeren                 | 1536-1559          | |
| 30 | Thomas van Thielt                      | 1559-1566          | Hij werd protestant en afgezet in 1566. In 1567 werd Jacobus Ceeuwen (Oudenbosch, 1530) als nieuwe abt gekozen, maar hij kwam nooit in functie gezien deze functie vanaf toen en tot 1649 naar de Bisschop van Antwerpen ging. |
| 31 | Franciscus Sonnius                     | 1570-1576          | Bisschop van Antwerpen |
| 32 | Jan van der Noot                       | 1576-1586          | Bisschopszetel van Antwerpen was vacant |
| 33 | Laevinus Torrentius                    | 1586-1595          | Bisschop van Antwerpen |
| 34 | Guilelmus van Berghen                  | 1598-1601          | Bisschop van Antwerpen |
| 35 | Johannes Van Mire                      | 1604-1611          | Bisschop van Antwerpen |
| 36 | Johannes Van Malder                    | 1611- (1631?) 1633 | Bisschop van Antwerpen |
| 37 | Gaspard Van den Bosch                  | 1634-1649          | Bisschop van Antwerpen |
| 38 | Judocus Gillis                         | 1649-1660          | Eerste abt na de scheiding van het bisdom Antwerpen |
| 39 | Johannes van Heymissen                 | 1660-1678          | |
| 40 | Antonius Spanoghe                      | 1679-1706          | |
| 41 | Petrus Pierssens                       | 1706-1716          | Prior |
| 42 | Cornelius Addriaenssens                | 1716-1721          | Prior |
| 43 | Gerardus Rubens                        | 1722-1736          | |
| 44 | Alexander Adriaenssens                 | 1736-1740          | |
| 45 | Edmundus de Vylder                     | 1740-1769          | |
| 46 | Norbertus Bruyndonckx                  | 1769-1780          | |
| 47 | Benedictus Neefs                       | 1780-1790          | |
| 48 | Raphael Seghers                        | 1790-1810          | Laatste abt te Hemiksem |
| 49 | Robertus Van Ommeren                   | 1856-1895          | Eerste abt te Bornem |
| 50 | Amadeus De Bie                         | 1895-1901          | |
| 51 | Thomas Schoen                          | 1901-1934          | |
| 52 | Godefridus Indewey                     | 1935-1940          | |
| 53 | Eugenius Dirickx                       | 1941-1955          | |
| 54 | Robertus Peeters                       | 1955-1965          | |
| 55 | Gerardus Wassenberg                    | 1965-1978          | Prior-administrator vanaf 1965, abt vanaf 1975 |
| 56 | Edmundus Van Dam                       | 1987-1993          | |
| 57 | Leo Van Schaverbeeck                   | 1993-2017          | Laatste abt, overleden in 2023 |

## Kerkmeubilair uit de abdij
Na de sluiting van de kloosters in 1796 werd de abdij verkocht. Inderhaast verborgen de monniken waardevolle bezittingen, waarvan verschillende zich nu in de de abdij in Bornem bevinden. Wat overbleef van de bibliotheek ging naar de Sint-Michielsabdij in Antwerpen. Een deel van het kerkmeubilair is nog te bezichtigen, waaronder het hoogaltaar, de preekstoel en een deel van koorgestoelte.

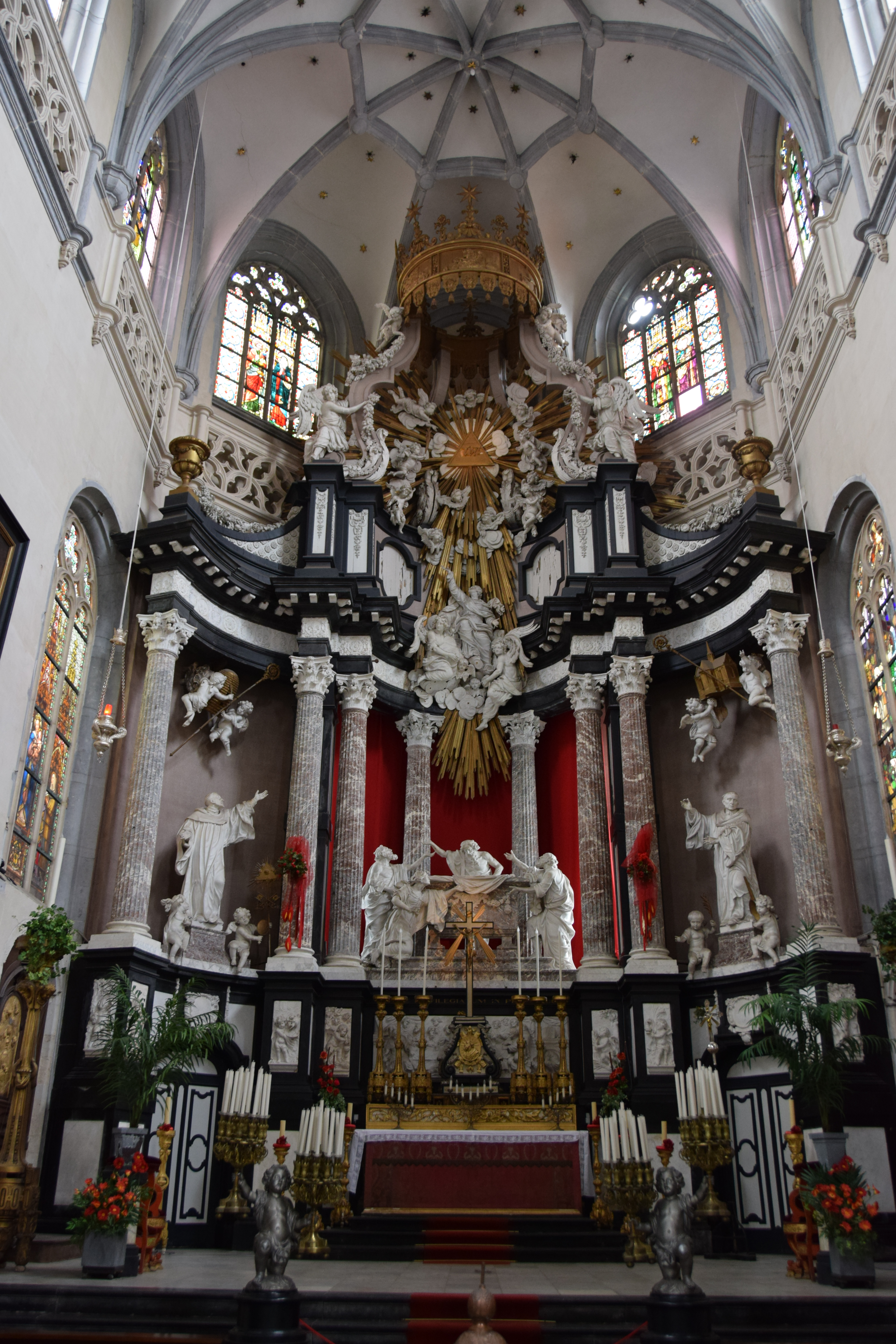
Het hoogaltaar bevindt zich in de Sint-Andrieskerk te Antwerpen
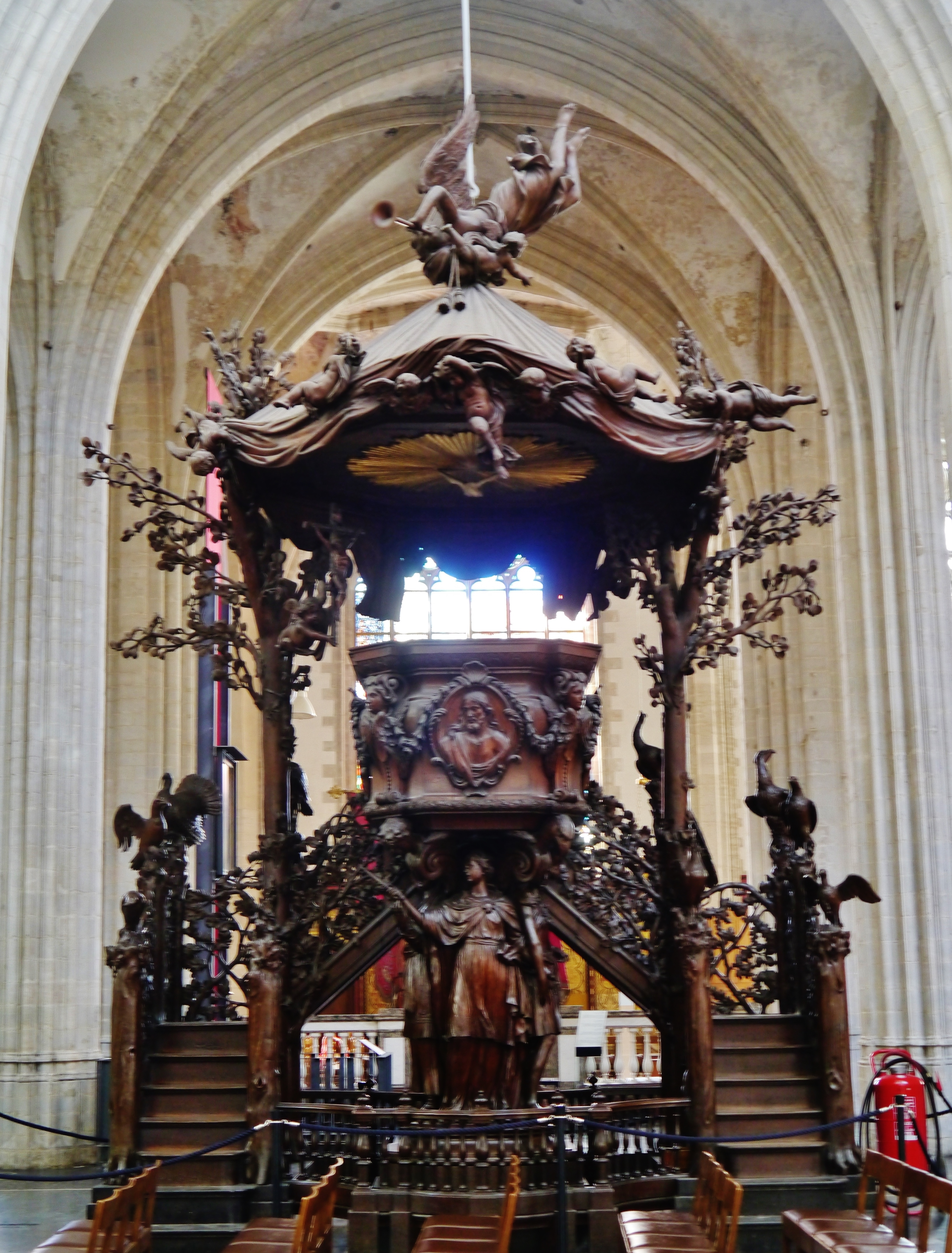
De preekstoel bevindt zich de Onze-Lieve-Vrouwekathedraal te Antwerpen
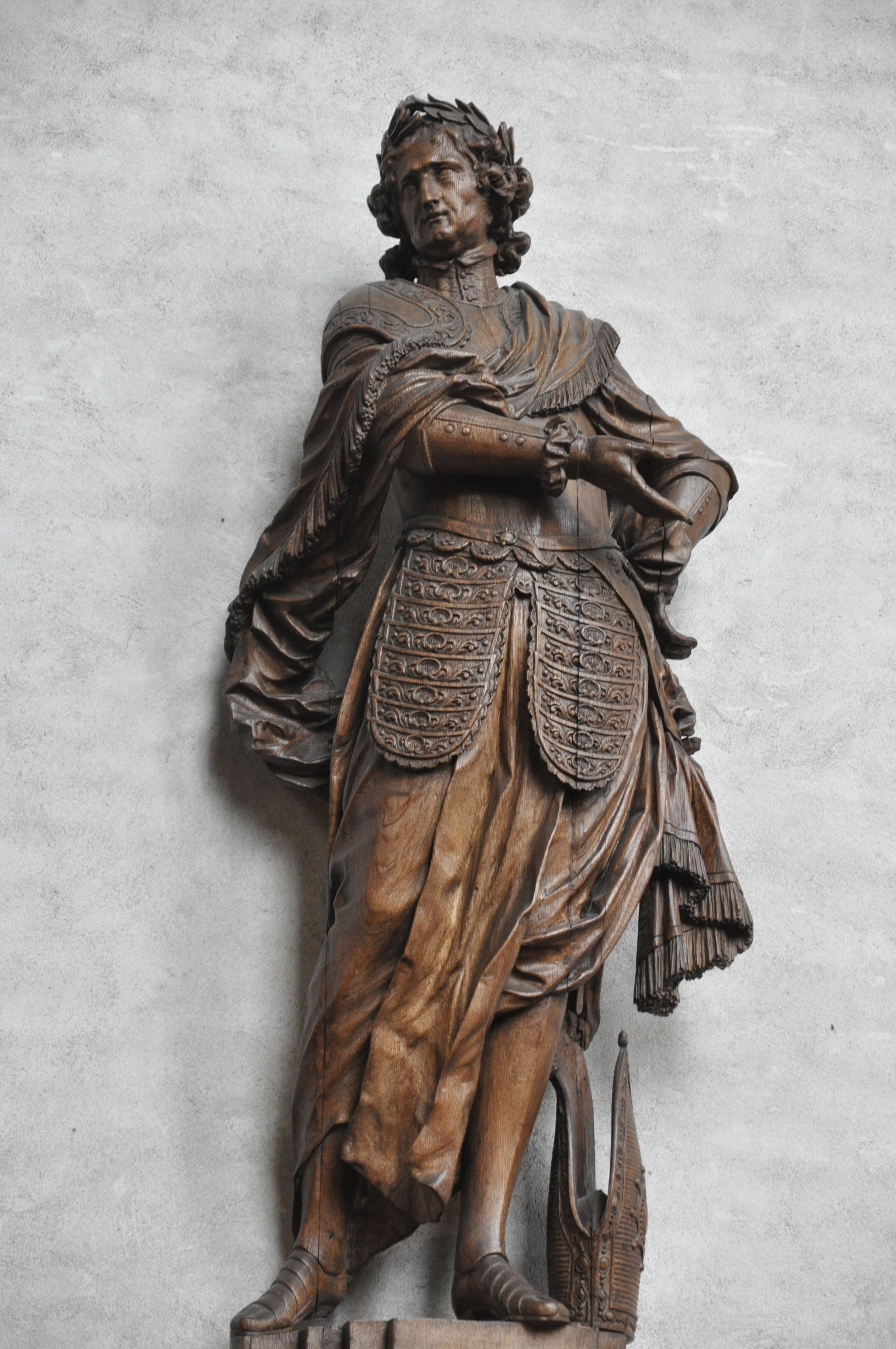
Een deel van het koorgestoelte bevindt zich in de Sint-Lambertuskerk te Wouw